# Hielbeen

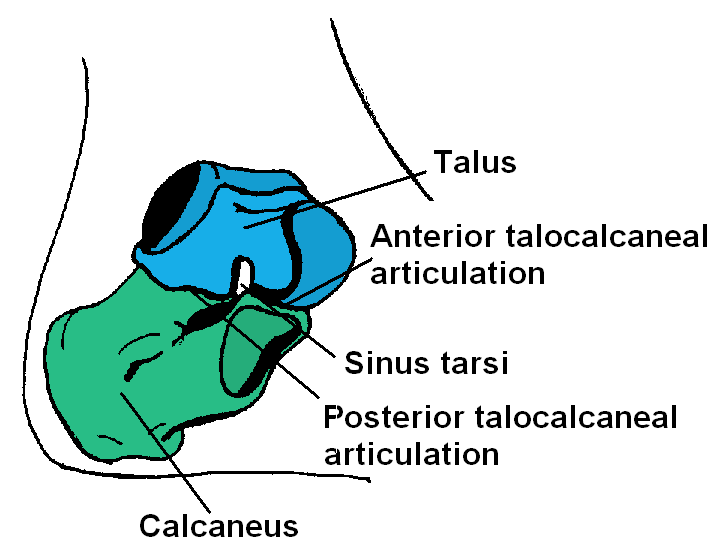
De menselijke voet met het sprongbeen in het blauw en het hielbeen in groen

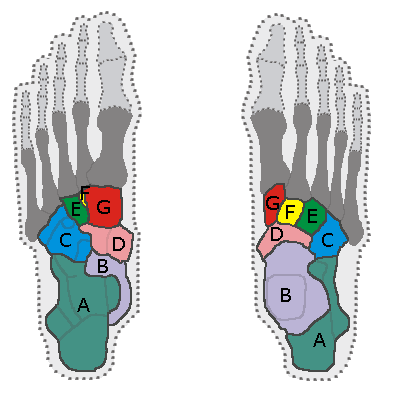
Voetwortelbeentjes
A=Calcaneus, B=Talus,
C=Os cuboides, D=Os naviculare, E=Os cuneiforme laterale, F=Os cuneiforme intermedium, G=Os cuneiforme mediale

Het hielbeen of calcaneus is het grote bot in de hiel van de menselijke voet. Het staat in verbinding met het sprongbeen.
De belangrijkste taak van het hielbeen is het opvangen van het gewicht van het lichaam bij elke stap.
Het bovenste deel van het hielbeen wordt het tuber calcanei genoemd. Aan de onderzijde bevinden zich de processus lateralis en de processus medialis die als aanhechting (origo) fungeren voor de musculus abductor hallucis en de musculus abductor digiti minimi pedis. De achillespees is aangehecht aan een ruw gedeelte van de bovenzijde.
Om een mogelijke fractuur van het hielbeen vast te stellen, wordt op röntgenfoto's vaak de hoek van Böhler gemeten.